# 법흥왕
법흥왕(法興王, ? ~ 540년 음력 7월, 재위: 514년 ~ 540년 음력 7월)은 신라의 제23대 임금이다. 성은 김(金)이고 이름은 원종(原宗) 또는 모즉지(牟卽智, 另卽智), 모진(募秦)이다. 별칭으로는 모즉지매금왕(牟卽智寐錦王), 모즉지태왕(另卽智太王), 성법흥대왕(聖法興大王), 대성법왕(大聖法王), 모태왕(募泰王), 좌리지(佐利遲) 등이 있다. 본관은 경주(慶州)이며 지증왕과 연제부인(延帝夫人)의 아들이다. 그의 자는 법공(法空)이며 불교 승려로서의 법명은 법운(法雲)이다.
눌지 마립간 때 승려 아도 또는 묵호자에 의해 들어온 불교를 공인 및 신라 전국에 장려함으로써 통치체제를 개혁하고 신라의 국민 사상을 통일시킨 명군(名君)으로 평가받고 있다. 신라 문헌상으로는 최초의 연호인 건원(建元)을 사용하였다. 율령을 반포하고, 백관의 공복을 품관 별로 지정하는 등 왕권 확립에 힘을 기울였다. 중국식 시호를 최초로 받은 신라의 군주이며, 마립간 또는 매금이라는 칭호는 그의 대에도 잔존, 사용되었다.

## 생애

### 즉위 전
지증 마립간과 소지 마립간의 후비였던 등혼의 딸 연제부인 박씨의 장남으로 훼부에서 태어났다. 중국 측 사서인 《양서(梁書)》54권 신라전에는 “왕성모명진(王姓募名秦)”이라 하였여 그의 성(姓)이 모씨(募氏)이고 이름은 진(秦)이라 하였고, 《남사(南史)》79권 신라전에는 성이 모씨(募氏)이고 이름이 태(泰)라 하였다. 중국측 사서에는 그의 성을 모씨라 했지만, 조선 후기의 학자 안정복은 동사강목 그의 성을 모씨로 기록한 것은 잘못인 듯하다고 평하였다. 그의 출생지와 유년 시절에 대한 기록은 미상이었으나, 1988년 1월 20일 경상북도 울진군 죽변면 봉평2리 521번지에서 발견된 울진 봉평신라비를 해석하던 중, 그를 탁부 모즉지 매금왕(喙部 牟卽智 寐錦王)이라 칭한 대목이 발견되어 그가 신라의 수도인 금성의 탁부에서 태어난 것이 확인되었다. 출생연도는 미상이지만 지증왕과 연제부인의 결혼시점이 500년인데 이에 따르면 법흥왕은 최소 500년 이후에 태어난 것으로 추정된다. 체구가 커서 신장이 7척이었다 하며 성격이 관후(寬厚)하고 넓어서 백성을 사랑하였다 한다.
아버지 지증 마립간은 내물 마립간의 증손자로 복호 갈문왕의 손자이자 습보 갈문왕의 아들이었다. 어머니 연제부인 박씨는 이찬 박등혼의 딸로 본래는 소지 마립간의 후비 중 한사람이었다. 삼국사기와 삼국유사에 의하면 기골이 장대하고 체구가 커서 배우자가 없었던 지증 마립간에게 맞는 배우자가 없었는데, 사신을 파견하여 신라 국내를 수소문하던 중 연제부인(延帝夫人)을 발견하여 배우자로 삼았다 한다. 정비는 보도부인이다. 아버지 지증 마립간이 법흥의 7촌 재종숙이 되는 소지 마립간의 서자 산종(山宗)을 대신하여 마립간으로 즉위했다.

### 재위
514년 7월 아버지 지증왕(智證王)이 붕어하여 바로 즉위하였다. 그는 즉위 후 건원(建元)이라는 연호를 사용하였는데, 문헌에 기록된 신라의 연호 중 최초의 연호이다. 그는 불교식 별칭인 성법흥대왕(聖法興大王), 대성법왕(大聖法王)이라는 별칭을 생전 사용했다. 그러나 선대에 폐지된 칭호인 마립간 또는 매금이라는 칭호를 쓰기도 했다. 모즉지매금왕(牟卽智寐錦王), 무즉지태왕(另卽智太王), 무력지태왕(另力智太王), 모태왕(募泰王) 등이 있는데, 울진 봉평리 신라비에는 모즉지 매금왕, 울산 울주 천전리 각석에는 무즉지태왕, 무력지태왕이라는 칭호가 실려 있다.
한편 법흥왕에게는 왕자가 없었고, 유일한 소생은 딸이라 공주인 지소태후을 동생인 입종 갈문왕(立宗葛文王) 또는 사부지 갈문왕(徙夫智葛文王)에게 시집보냈다. 516년 재위 3년 1월에 직접 신궁에 제사를 지내자, 경주 양산 우물에서 용이 나타났다 한다. 518년(재위 5년) 2월에는 금성에 주산성을 쌓았다. 재위 7년차인 520년 1월에는 신라의 국법을 문서로 성문화한 법령을 반포하고, 관리들의 관복을 직접 제정하여, 붉은 빛과 자줏빛으로 고위층과 하급 관료의 등급을 구분하였다.
재위 4년(517년)에 처음으로 병부(兵部)를 설치하여 군제를 개혁하였고, 재위 7년(520년)에는 율령(律令)과 관제를 반포하였으며, 이차돈의 순교(527년)를 거쳐 불교를 국교로 정한(528년) 이후 불교에 의한 통치를 하여 국가 체제를 정비하고 삼국통일의 사상적 기반을 마련하였다. 계속하여 살상을 금하는 칙령을 발표하고, 가야국(김해의 금관가야)을 정복하고, 상대등(上大等) 관직을 설치하는 등의 선정을 했다. 536년에는 신라 역사상 처음으로 건원(建元)이라는 연호를 사용하였다.
한편 법흥왕은 불교에 귀의하여 스스로 승려가 되어 이름을 법공(法空)이라고 고치고 흥륜사(興輪寺)에 머물렀는데 흥륜사는 신라에서 창건된 첫 사찰이었다고도 한다.

### 최후
아들이 없었으므로 동생 입종 갈문왕의 아들로 조카이자 외손자가 되는 삼맥종에게 왕위를 물려주고, 왕비 보도부인과 함께 경주 흥륜사로 물러나 불교 승려로 출가해 있다가 그해 여름 7월에 붕어하였다. 그의 시호는 법흥으로, 불교를 장려하였다는 뜻에서 법흥왕이라는 시호가 붙게 된 것이며, 성법흥왕, 법흥성왕이라 부르게 되었다. 동사강목 제3권에 의하면 그가 최초로 중국식 시법을 도입했다 한다. 보도부인은 그의 생전 혹은 사후에 여승으로 있다가 사망하였다. 경주 애공사 북쪽 산 봉우리에 장사지냈다고 하며 사망원인과 능지는 실전되어 미상이다.

## 마립간, 매금 칭호
지증 마립간의 대에 마립간 대신 중국식 칭호인 국왕이라는 호칭을 사용하였다. 그러나 울진의 봉평신라비에 탁부 모즉지 매금왕(啄部 牟卽智 寐錦王)이라 하여 매금이라는 칭호를 법흥왕의 생존 당시에도 비공식적이지만 사용하였던 것이 확인되었다.

## 가계
- 부왕 : 지증왕(智證王, 437~514 재위:500~514)
- 모후 : 연제태후 박씨(延帝夫人 朴氏)
  - 동생 : 입종 갈문왕(立宗 葛文王)
- 숙부 : 김아진종 (阿珍宗)
  - 왕후 : 보도부인 박씨(保刀夫人 朴氏)
    - 장녀 : 지소태후 (只召太后)
      - 외손자 : 신라 24대 왕 진흥왕 (眞興王)
      - 외손자 : 제2대 풍월주 미진부

  - 후궁 : 옥진궁주 김씨 (위화랑과 오도낭주의 딸)
    - 장남 : 각간 비대전군(比臺)

  - 후궁 : 보과공주 부여씨 (백제 동성왕의 딸)
    - 차녀 : 남모공주 (南毛)
    - 차남 : 제3대 풍월주 모랑 (毛郞)

## 같이 보기
- 고구려
- 흥륜사
- 입종 갈문왕
- 봉평 신라비
  - 문자명왕 (492년 - 519년)
  - 안장왕 (519년 - 531년)
  - 안원왕 (531년 - 545년)
- 백제
  - 무령왕 (501년 - 523년)
  - 성왕 (523년 - 554년)

## 참고 문헌
- 이 문서에는 다음커뮤니케이션(현 카카오)에서 GFDL 또는 CC-SA 라이선스로 배포한 글로벌 세계대백과사전의 내용을 기초로 작성된 글이 포함되어 있습니다.